# Tangent (muziek)
Een tangent is een onderdeel van een klavichord.

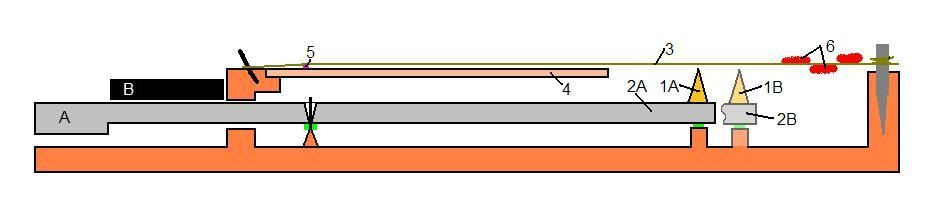
Schematisch diagram van het clavichord mechanisme: A/B. toetsen. 1A/1B. Tangenten. 2A/2B. Toetshefboom. 3. Snaar. 4. Klankbord. 5. Brug, dicht bij de stempen. 6. Dempend vilt, dicht bij de bevestigingspen van de snaar. (Merk op dat de toetsen min of meer haaks op de snaren staan.)

De tangent is een stripje (meest van metaal of hout), dat via het toetsenbord van het klavichord tegen de snaar wordt geslagen. Zolang de toets ingedrukt blijft, verdeelt de tangent de snaar in twee delen, waarbij door de energie van de aanslag de snaardelen in trilling worden gebracht. Meestal wordt 1 deel van de verdeelde snaar bij het indrukken van de toets tevens afgedempt, om ongewenste boventonen te vermijden. Door het raken van de tangent tegen de snaar - en de plek waar dat gebeurt op de snaar- ontstaat het geluid van het instrument.
Op een klavichord kan door de druk op de toets te verhogen en te verlagen ook de spanning van de aangeslagen snaar worden verhoogd of verlaagd, hetgeen een minieme verschuiving van de toonhoogte teweegbrengt. Doet men dit snel spreekt men van een Bebung (Duits voor trilling), een effect dat verwant is aan het vibrato.
De tangent heeft eenzelfde soort functie als de 3e brug op diverse gitaarachtigen.

## Trivia
- Bachs favoriete instrument was het klavichord, vanwege de zeer zachte klank ervan en de mogelijkheid de snaren het gewenste 'vibrato' (de 'Bebung') te kunnen geven door middel van de bouw van het klavichord met tangenten.